# Fuga di cervelli (film)
Fuga di cervelli è un film del 2013 co-scritto, diretto e interpretato da Paolo Ruffini al suo debutto alla regia.
È un remake del film spagnolo Fuga de cerebros, inedito in Italia.

## Trama
Emilio è il classico ragazzo "sfigato" innamorato segretamente della sua amica di infanzia, Nadia, ma non trova l’occasione adatta per dichiararsi. Quando sta per farlo, la fanciulla gli rivela che ha vinto una borsa di studio per Oxford e che partirà a breve. Emilio, amareggiato, trova il modo di farsi accettare nella prestigiosa università nonostante gli scarsi voti, assieme ai suoi amici Alfredo, ragazzo cieco e da sempre miglior amico di Emilio, Lebowski, hacker provetto e venditore di granite e marijuana, Franco, studente di filosofia senza vocazione e gay non dichiarato, ed infine Alonso, un ragazzo costretto sulla sedia a rotelle malato compulsivo di sesso.
Una volta giunti in Inghilterra, Emilio inizia a provarci con Nadia suggerendole le risposte alle domande poste dalla docente e la ragazza, per ricambiare il favore, invita l’ingenuo Emilio per studiare assieme la sera stessa. Visto che l’argomento che i due dovrebbero studiare sono i polmoni, Lebowski suggerisce di recarsi nell’obitorio della facoltà di medicina e prenderne uno da regalare a Nadia. Lo strano piano fallisce in quanto i ragazzi vengono, per sbaglio, chiusi all’interno e costretti a passare la notte sui lettini per cadaveri. La mattina seguente, la classe di medicina si reca in obitorio per sezionare un cadavere: il prescelto sarà Emilio che si finge, appunto, morto; solo il suono della campanella eviterà il disastro. Credendo di essere rimasto solo, Emilio si alza e si stende, per sbaglio, su un cadavere, incastrandosi.
Nel dimenarsi, Nadia giunge sul posto e, credendo che Emilio stia avendo un rapporto sessuale con un defunto, scappa impaurita. Nel frattempo, anche Alfredo ed Alonso si danno da fare: Alfredo conosce finalmente la ragazza che annuncia gli avvisi all’altoparlante, mentre Alonso riesce a farsi notare da Karen, una ragazza inglese appassionata di Shakespeare. Dopo giorni di silenzio tra Emilio e Nadia, la ragazza decide di invitare il giovane a cena assieme a tutta la sua famiglia. Accettato l’invito, la cena si rivela essere più imbarazzante del previsto: i parenti di Nadia, psicologi, cominciano a fare domande ad Emilio riguardo a quanto successo in obitorio (spiegandole poi, a fine cena, che il ragazzo non ha i sintomi di un qualche disturbo mentale, tranne l'essere innamorato).
Nel frattempo anche Alonso ed Alfredo organizzano una cena con le loro ragazze, ma entrambe finiscono nel peggiore dei modi: Alonso nasconde la disabilità a Karen e lei, quando vede che il ragazzo non si sposta per far passare un uomo handicappato, si arrabbia e scappa mentre Alfredo, dopo aver nascosto anch'egli la sua disabilità, scopre che pure Claudia, la ragazza dell’altoparlante, è cieca e scappa senza dirle nulla. Dopo una nottata passata a sbronzarsi al parco, Emilio si sfoga contro i suoi amici, insultandoli e facendo capire loro che è il momento di cambiare. Il gruppo è scosso da queste parole. Il giorno seguente, prima di prendere il treno per tornare in Italia, Emilio parla con Claudia nel suo studio di registrazione; il ragazzo si sfoga un po’ sulla sua situazione sentimentale complicata con Nadia e di quella coi suoi migliori amici ma, all’insaputa di Emilio, il microfono di registrazione era rimasto aperto e tutta l’università ha potuto sentire il discorso commovente.
Gli amici di Emilio, allora, decidono di intervenire e di fermare il ragazzo che sta per partire per l’Italia; prima di partire all’inseguimento, Karen e Claudia si riappacificano con Alfredo ed Alonso. Quando giungono in stazione, Nadia non trova le parole giuste per convincerlo a restare ed Emilio prende il treno. Lebowski, con l’aiuto di Karen ed Alonso, entra nella cabina di controllo e ferma il treno, riportandolo alla stazione. Quando Emilio scende dal treno, spiazzato da quanto accaduto, gli si avvicina Nadia che lo bacia. Anche Alonso ed Alfredo, nel frattempo, si fidanzano con Karen e Claudia mentre Franco, al quale è cresciuto un prosperoso seno per gli effetti collaterali delle pillole che sta testando, e Lebowski si baciano.

## Produzione
Le riprese del film sono iniziate il 20 maggio 2013 e si sono svolte a Torino. Nella scena della stazione ha partecipato anche Diego Abatantuono in un cameo; lo si può notare mentre passeggia parlando al cellulare.

## Distribuzione
L'uscita nelle sale cinematografiche italiane è avvenuta il 21 novembre 2013.

## Accoglienza

### Incassi
Nel fine settimana d'esordio il film ha incassato 1.891.199 euro. Il film ha guadagnato un totale 5,1 milione di euro, con un buon successo di pubblico.

### Critica
Il film è stato accolto negativamente dalla critica cinematografica: MyMovies assegna al film 1.11 su 5, mentre Movieplayer.it gli assegna il punteggio di 1.6 su 5.
Sabrina Crivelli, su Ondacinema, recensisce il film come "un variegato insieme di scurrilità fine a se stesse, di gergalismi biechi e di filosofeggio post-contemporaneo da bar".
Maurizio Acerbi, su Il Giornale del 21 novembre 2013 scrive: "Paolo Ruffini, artista a tutto tondo che si trasforma, a seconda delle occasioni, in conduttore televisivo, comico, spalla cinematografica e, ora, anche regista. In quest'ultimo caso, con risultati disastrosi, a dimostrazione di come non sia sempre un bene cercare di tenere il piede in troppe scarpe".